# الحواری

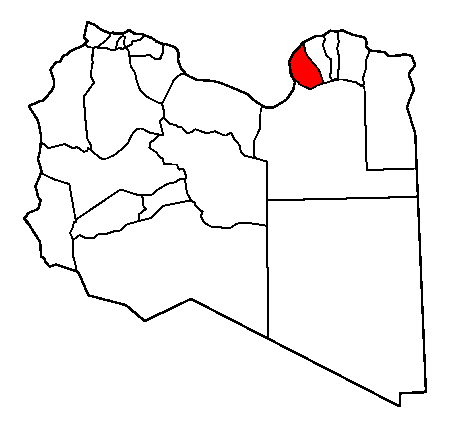
بنغازی

ال-حواری یک منطقهٔ مسکونی در لیبی است که در بنغازی واقع شده‌است.